# Droga ekspresowa S50
Die Droga ekspresowa S50 (poln. für ‚Schnellstraße S50‘) ist eine geplante Schnellstraße in Polen. Sie stellt die nördliche Umgehungsstraße Warschaus dar und soll die bisherigen Schnellstraßen S8 und S17 entlasten. Ebenfalls soll ein Anschluss an die zukünftige Schnellstraße S10 nordwestlich von Warschau realisiert werden. Die Fertigstellung dieser Strecke ist für das Jahr 2027 geplant. Analog zur S50 wird auch die Autobahn A50 geplant, die Warschau von Süden umgehen wird und damit auch die Schnellstraße S2 entlasten soll.